# 모리야마 요시로
모리야마 요시로(일본어: 森山 佳郎, 1967년 11월 9일 ~ )는 일본의 전직 축구 선수이자 감독이다.

## 선수 시절

### 클럽 경력
일본 구마모토현 출신으로 산프레체 히로시마, 요코하마 플뤼겔스, 주빌로 이와타, 벨마레 히라쓰카에서 프로 통산 168경기를 뛰면서 히로시마에 1994년 J1리그 준우승, 1995년 일왕배 대회 준우승을 안겼고 1997년에는 요코하마 플뤼겔스의 일왕배 대회 준우승을 이끌었으며 주빌로 이와타 소속으로는 1998년 J리그1 우승과 J리그컵 우승을 맛보았다. 이후 쇼난 벨마레에서 1999 시즌을 끝으로 선수 생활을 마감했다.

### 국가대표팀 경력
1994년 7월 8일 가나와의 친선 경기에서 국제 A매치 데뷔전을 가졌다. 그리고 홈에서 열린 1994년 아시안 게임 축구의 국가대표로 차출됐지만 팀은 8강전에서 대한민국에게 패하면서 4강 진출에 실패했고 요시로는 1994년에만 A매치에서 단 7경기를 소화하고 국가대표팀을 떠났다.

## 통계
| 일본 | 일본 | 일본 |
| 연도 | 출전 | 득점 |
| ---- | ---- | ---- |
| 1994 | 7    | 0    |
| 통산 | 7    | 0    |